# Заболотье (Антроповский район)
Заболотье — деревня в Антроповском муниципальном районе Костромской области. Входит в состав Котельниковского сельского поселения

## География
Находится в центральной части Костромской области на расстоянии приблизительно 35 км на юго-запад по прямой от поселка Антропово, административного центра района.

## История
В XIX — начале XX века деревня относилась к Галичскому уезду Костромской губернии. В 1872 году здесь было учтено 25 дворов, в 1907 году —41.

## Население
Постоянное население составляло 165 человек (1872 год), 267 (1897), 323 (1907), 17 в 2002 году (русские 100 %), 4 в 2022.